# Iwankowo (rejon furmanowski)
Iwankowo (ros. Иванково) – wieś (dieriewnia) w Rosji, w obwodzie iwanowskim, w rejonie furmanowskim. W 2010 liczyła 742 mieszkańców.